# 2003 UD292
2003 UD292 est un objet du système solaire. Son orbite nominale en fait un objet transneptunien mais, n'ayant été observé que 4 fois, cette orbite est très mal connue et donc sa nature exacte également.